# Temple de Cérès, Liber et Libera
Le temple de Cérès, Liber et Libera (en latin : Aedes Cereris, Liberi et Liberae, généralement abrégé en Aedes Cereris) est un temple de la Rome antique dédié à la triade formée par Cérès, Liber Pater et Libera.

## Localisation
Il est situé sur la partie inférieure des pentes de l'Aventin, près de l'extrémité nord-ouest du Circus Maximus, en dehors du pomœrium. Il se dresse près du temple de Flora le long du Clivus Publicius, juste au-dessus des carceres du Circus Maximus,. Aucune trace du temple n'a été découverte et sa localisation précise demeure incertaine.

## Fonction

### La triade Cérès, Liber et Libera
Cérès, Liber et Libera est le nom que les Romains donnent, en assimilant d'anciennes divinités italiques, à la triade aventine rattachée à celle d'Éleusis formée par Déméter, Dionysos et Perséphone-Coré, où Dionysos et Coré sont les deux enfants de Déméter et de Zeus. Cette triade résulte d'une modification de la triade chthonienne formée par Déméter, Perséphone-Coré et Hadès-Pluton, où Hadès et Dionysos sont assimilés. Les époux infernaux Coré et Hadès deviennent ainsi le couple fraternel formé par Coros et Cora (Coré et Dionysos). Cette nouvelle triade devient celle des mystères dionysiaques du Péloponnèse et de la Grande-Grèce. Ce couple de Coros et Cora, ou Dionysos et Perséphone, associé à Déméter, est porté en Italie par les colons grecs de Campanie, qui, pour la majeure partie, sont originaires du Péloponnèse.
Bien que les divinités auxquelles le temple est consacré reçoivent des noms italiques et latins, le culte demeure grec, aussi bien dans ses rites que par la langue des formules récitées, à tel point que ce culte de Cérès demeure classé parmi les sacra peregrina comme ceux d'Esculape et de Magna Mater. Les prêtresses du temple sont grecques et, jusqu'à l'époque de Cicéron, elles ont toujours été recrutées à Néapolis ou à Velia, indice supplémentaire de l'origine campanienne du culte. Toutefois, le festival des Cerialia donné en l'honneur de Cérès, d'abord à la suite d'un vœu puis organisé annuellement entre le 12 et le 19 avril, est placé  sous la responsabilité des édiles plébéiens.

### Quartier général des édiles plébéiens
Le temple sert de quartier général pour les édiles plébéiens qui y entreposent leurs archives, à partir de 449 av. J.-C. une copie de tous les senatus consulta y est déposée,, et leur trésor. Ce dernier réunit le résultat des ventes des biens confisqués à ceux qui ont été reconnus coupables d'avoir agressé un magistrat plébéien comme les édiles ou les tribuns. Le temple possède le droit d'asile (asylum) et devient un centre de distribution de nourriture pour les pauvres. La statio annonae semble avoir été construite en étroite association avec le temple, près des entrepôts du Forum Boarium où le blé est déchargé et entreposé.

## Histoire

### Vœu et dédicace (496-493)
Selon la tradition, le temple est voué en 499 ou 496 av. J.-C., par le dictateur Aulus Postumius Albus, peu avant la bataille du lac Régille. Craignant qu'une grave famine touche Rome, Aulus Postumius ordonne qu'on consulte les Livres Sibyllins apportés de Cumes pour y chercher les moyens de conjurer la disette qui sévit. On y trouve l'ordre d'élever un temple aux divinités agraires Cérès, Liber et Libera,,. L'édifice est dédié trois ans plus tard, en 493 av. J.-C., par le consul issu de la plèbe Spurius Cassius Vecellinus,.

### Siège de la plèbe (494-449)
La fondation du temple est contemporaine des luttes entre la plèbe et le patriciat, la première sécession de la plèbe commence en 495 av. J.-C., seulement un an après le début des travaux de construction. Situé hors du pomœrium et au pied de l’Aventin, colline où la plèbe se retire lors de l'insurrection du Mont Sacré de 494 av. J.-C., le temple devient le siège de la plèbe romaine et la triade Cérès, Liber et Libera devient la triade plébéienne, par opposition à la triade capitoline dont le culte semble réservé aux patriciens.
Ce rôle est renforcé lors de la deuxième sécession de la plèbe en 449 av. J.-C., quand la lex sacrata, votée cette même année, dispose que quiconque porte la main sur la personne d'un tribun de la plèbe voit sa tête vouée à Jupiter, tandis que ses biens, confisqués, sont déposés dans les temples de la triade plébéienne.

### De la République à l'Empire
Le temple est mentionné plusieurs fois sous la République par les auteurs antiques, alors qu'il est frappé par la foudre en 206 et 84 av. J.-C. et qu'une des portes du temple de Luna situé non loin est projeté par le vent contre le mur arrière du temple de Cérès en 182 av. J.-C. Le temple est détruit lors de l'incendie de 31 av. J.-C. qui touche également une partie du Circus Maximus,. Le temple est restauré par Auguste puis dédié de nouveau par Tibère en 17 apr. J.-C. Il est toujours debout au cours du IVe siècle et figure dans les Régionnaires de Rome qui le placent dans la Regio XI.

## Description
Il s'agit d'un temple de plan étrusque, araeostyle d'ordre toscan, c'est-à-dire que les colonnes, espacées, ne supportent qu'une simple architrave en bois. Le fronton est orné de statues de bronze doré ou en terre-cuite issues d'ateliers étrusques,. L'architecture du temple rappelle celle du temple de Jupiter Capitolin, avec peut-être également une cella pour chaque divinité, mais dans des dimensions plus petites.
À l'origine, l'intérieur du temple est décoré de fresques et de reliefs réalisés par les sculpteurs et peintres grecs Damophile et Gorgasos, engagés par le consul Spurius Cassius Vecellinus. Selon Pline l'Ancien, une inscription dans le temple précise que Damophile a réalisé la décoration de la moitié droite tandis que Gorgasus s'est occupé de la moitié gauche. C'est le premier temple d'art purement grec élevé à Rome. Selon la tradition, le temple contient une statue en bronze de Cérès, la première réalisée à Rome, financée avec les biens confisqués de Spurius Cassius après sa condamnation,.
Lors de la reconstruction du temple, les reliefs sont découpés et placés dans des cadres. Cicéron évoque la richesse de la décoration du temple qui contient de nombreuses œuvres d'art parmi lesquelles un célèbre tableau de Dionysos réalisé par Aristides et rapporté de Corinthe par Lucius Mummius Achaicus, des patères en or et des statues payées avec les amendes versées aux magistrats plébéiens,.